# Distretto di Nrokwia-Wesidow
Il distretto di Nrokwia-Wesidow è un distretto della Liberia facente parte della contea di Grand Kru.